# Терцо (Алесандрија)
Терцо (итал. Terzo) је насеље у Италији у округу Алесандрија, региону Пијемонт.
Према процени из 2011. у насељу је живело 428 становника. Насеље се налази на надморској висини од 212 м.

## Становништво
Према резултатима пописа становништва 2011. у општини је живело 907 становника.
| 1931. | 1936. | 1951. | 1961. | 1971. | 1981. | 1991. | 2001. | 2011. |
| ----- | ----- | ----- | ----- | ----- | ----- | ----- | ----- | ----- |
| 1.295 | 1.262 | 1.175 | 1.001 | 834   | 803   | 858   | 846   | 907   |